# Prima o poi/E più ti amo
Prima o poi/E più ti amo è uno split su 45 giri di Ezio De Gradi e Francesco Battiato, pubblicato in Italia nel 1965 come allegato al periodico Nuova Enigmistica Tascabile. I due cantanti sono accompagnati dal complesso "Gli Enigmisti".

## Descrizione
È la seconda pubblicazione discografica di Franco Battiato, che all'epoca usava ancora il suo vero nome. Come nel singolo precedente, il lato A, Prima o poi, è una cover di una canzone di Sanremo 1965, questa interpretata al festival da Remo Germani e Audrey, e selezionata tra le finaliste.
Il brano interpretato da Battiato è invece la versione italiana di Plus je t'entends di Alain Barrière, incisa dal cantante francese l'anno precedente, su adattamento di Gino Paoli. Battiato la inciderà nuovamente molti anni dopo nel suo album di cover Fleurs 2.

## Tracce
1. Ezio De Gradi – Prima o poi – 2:35 (testo: Antonio Amurri, Vito Pallavicini – musica: Giorgio Ferrari)
2. Francesco Battiato – E più ti amo – 3:08 (testo: Gino Paoli – musica: Alain Barrière)

Durata totale: 5:43